# Отто Штольберг-Вернігеродський
Отто Штольберг-Вернігеродський (нім. Otto Graf (Reichsfürst) zu Stolberg-Wernigerode; нар. 30 жовтня 1837 — пом. 19 листопада 1896) — граф (з 1890 року — імперський князь), представник німецького аристократичного роду Штольбергів, німецький політик часів Німецької імперії та перший віцеканцлер Німеччини.

## Життєпис
В 1867-73 рр. був обер-президентом прусської провінції Ганновер. В 1867 році став членом установчого рейхстагу, з 1871 по 1878 рр. — німецького рейхстагу; належав до імперської партії. З 1858 був спадковим членом палати панів, в 1872-76 і 1893 рр. її президентом. З 1876 по 1878 німецький посол у Відні.
В липні 1878 року призначений прусським державним міністром і першим віце-канцлером Німецької імперії; на цій посаді він тримав себе досить незалежно від Бісмарка і внаслідок незгод з ним в 1881 вийшов у відставку. У 1884-88 рр. був міністром прусського королівського двору. У 1890 рому за ним визнано право на князівський титул, який раніше належав одній згаслої гілки роду Штольбергів.
Характерним прикладом грюндерского романтизму є перебудований віце-канцлером родовий Вернігеродський замок в Саксонії.

## Нагороди
- Орден Святого Йоанна (Бранденбург)
  - почесний лицар (1859)
  - лицар справедливості (1867)
  - командор від провінції Саксонія (1868)
  - канцлер (з 1872 по 1885)
- Пам'ятна медаль за війну 1864 року проти Данії
- Орден Червоного орла
  - 1-го класу (1865)
  - великий хрест з дубовим листям (1879)
- Залізний хрест 2-го класу для некомбатантів
- Пам'ятна військова медаль за кампанію 1970-71
- Королівський орден дому Гогенцоллернів
  - лицар 1-го дивізіону
  - великий командор з ланцюгом і зіркою
    - зірка (1881)
- Орден Чорного орла (1888)
  - канцлер ордену (з 1891)